# Transposición de Jacobsen
La transposición de Jacobsen es una reacción de química orgánica que consiste en la migración de un grupo alquilo de un derivado de un ácido sulfónico polialquilado o polihalogenado:
Las migraciones de la reacción de Jacobsen se pueden dividir en dos tipos generales: (a) intramolecular, en la que el grupo migrante se traslada de una posición a otra en la misma molécula, e (b) intermoleculares, en el que hay una transferencia de uno o más grupos de una molécula a otra. En la mayoría de los casos, las migraciones de ambos tipos se producen simultáneamente. Una característica importante de la reacción es la migración de los grupos alquilo a las posiciones vecinales. A continuación se muestra un ejemplo con el ácido durensulfónico:
Por otra parte, la reacción está limitada a anillos de benceno con al menos cuatro sustituyentes (Alquilo o halógeno). Fue Herzig quien describió este tipo de transposición por primera vez en 1881. Herzig utilizó ácidos bencensulfónicos polihalogenados, pero la reacción tomó el nombre del químico alemán Oscar Jacobsen, quien describió la transposición en derivados polialquilados en 1886.